# Gongora armeniaca
Gongora armeniaca là một loài lan.